# 蓬巴爾 (葡萄牙)
39°55′N 8°37′W / 39.917°N 8.617°W
蓬巴爾（葡萄牙語：Pombal，葡萄牙語發音：[põˈbaw]），是葡萄牙的城鎮，位於該國中部，由萊里亞區負責管轄，始建於1174年，面積626平方公里，2011年人口55,217，該城鎮人口密度每平方公里88.21人。

## 友好城市
- 法國 比斯卡罗斯